# اسمایت (بازی ویدئویی)
اِسمایت (به انگلیسی: Smite) یک بازی ویدئویی رایگان در سبک میدان جنگ برخط چندنفره (موبا) و محصول سال ۲۰۱۴ است که توسط های-رز استودیوز برای مایکروسافت ویندوز، ایکس‌باکس وان، پلی‌استیشن ۴، نینتندو سوئیچ و آمازون لونا ساخته و منتشر شده است. در اِسمایت، بازیکنان کنترل یک ایزد، الهه یا سایر شخصیت‌های اسطوره‌ای را در دست دارند و در نبردهای تیمی شرکت می‌کنند و از توانایی‌ها و تاکتیک‌های خود علیه دیگر خدایان تحت کنترل بازیکن و مینیون‌های غیرقابل‌بازی استفاده می‌کنند.
این بازی دارای حالت‌های بازیکن در برابر بازیکن (PVP)، شخصیت‌های قابل بازی بسیاری است، و دارای صحنه‌های موفق ورزش‌های الکترونیک با چندین مسابقه، از جمله مسابقات قهرمانی جهان سالانه میلیون دلاری اِسمایت است. در ابتدای هر مسابقه، بازیکنان یک ایزد یا شخصیت اسطوره‌ای دیگر را برای بازی انتخاب می‌کنند. از دسامبر ۲۰۲۳، بازیکنان می‌توانند بین طیف گسترده‌ای از شخصیت‌ها از میان پانتئون مختلف شامل بابلی، سلتی، چینی، مصر باستان، یونانی، هندوئیسم، ژاپنی، نورس، پُلی‌نِزی، رومی، مایایی، اسلاوی، هائیتی و یوروبا انتخاب کنند.